# Adenosma
Adenosma – rodzaj roślin z rodziny babkowatych. Obejmuje 22 gatunki. Rośliny te występują w południowo-wschodniej Azji (na obszarze od Indii po Chiny) oraz w północnej Australii i zachodniej Oceanii. Bywają uprawiane dla aromatycznych olejków eterycznych stosowanych m.in. przy bólach reumatycznych i dolegliwościach jelitowych.

## Morfologia
PokrójRośliny zielne – jednoroczne i byliny, gruczołowato lub wełnisto owłosione, o łodygach płożących, podnoszących się lub prosto wzniesionych, czterokanciastych lub obłych. Pędy czernieją po wysuszeniu.
LiścieNaprzeciwległe, siedzące, w tym nasadami obejmujące łodygę, ale też ogonkowe. Blaszka jajowata do zaokrąglonej, zaostrzona na wierzchołku, piłkowana na brzegu, często gruczołowato punktowane.
KwiatySiedzące lub krótkoszypułkowe, wyrastają pojedynczo w kątach liści lub w większej liczbie tworząc kwiatostany groniaste, kłosokształtne i główkowate. Kielich z 5 nierównymi, głęboko wciętymi działkami – trzy zewnętrzne są duże, lancetowate do sercowatych, dwie są drobne, równowąsko lancetowate. Korona kwiatu biała, jasnoróżowa, niebieska lub fioletowa, silnie dwuwargowa, z dolną wargą płasko rozpostartą, trójłatkową i górną wargą prosto wzniesioną, całobrzegą lub wyciętą. Pręciki są cztery, dwusilne, nie wystają poza koronę. Zalążnia eliptyczna, jajowata lub stożkowata.
OwoceJajowate do elipsoidalnych torebki otwierające się czterema klapami i zawierające liczne, drobne nasiona.

## Systematyka
Pozycja systematyczna
Rodzaj z plemienia Gratioleae z rodziny babkowatych Plantaginaceae.
Wykaz gatunków
- Adenosma annamensis T.Yamaz.
- Adenosma bracteosa Bonati
- Adenosma camphorata Hook.f.
- Adenosma cordifolia Bonati
- Adenosma debilis Bonati
- Adenosma elsholtzioides T.Yamaz.
- Adenosma glutinosa (L.) Druce
- Adenosma hirsuta (Miq.) Kurz
- Adenosma indiana (Lour.) Merr.
- Adenosma inopinata Prain
- Adenosma javanica (Blume) Koord.
- Adenosma macrophylla Benth.
- Adenosma malabarica Hook.f.
- Adenosma microcephala Hook.f.
- Adenosma muelleri Benth.
- Adenosma nelsonioides (Miq.) Hallier f. ex Bremek.
- Adenosma papuana Schltr.
- Adenosma punctata Pennell
- Adenosma retusiloba P.C.Tsoong & T.L.Chin
- Adenosma subrepens (Thwaites) Benth. ex Hook.f.
- Adenosma ternata Pennell
- Adenosma thorelii Bonati